# Just de Serres
Just de Serres,  mort le 28 août 1641, est un évêque français du XVIIe siècle. 

## Biographie
Il est le neveu (ou le frère) de Jacques de Serres, évêque du Puy.
Just de Serres est abbé de Montebourg et suffragant de son oncle sous le titre d'évêque de Tyropolis in partibus. Après la mort de son oncle en 1621, Just de Serres devient évêque du Puy.
Il fait faire une nouvelle rédaction du Propre des Saints en 1624, consacre en 1626 le grand autel de la Chaise-Dieu. En 1630, Just de Serres permet aux religieuses de la  visitation de s'établir dans la ville, il consomme l'établissement des chartreux à Brive (Chartreuse de Notre-Dame du Puy), près le Puy, et laisse prendre à la maison des capucins de Monistrol le titre de couvent, qu'elle n'a pu obtenir jusque-là, étant seulement regardée comme une simple mission pour quatre religieux de cet ordre. Just de Serres introduit aussi la vigne dans son diocèse.